# Crosswood Reservoir
Crosswood Reservoir är en reservoar i Storbritannien.   Den ligger i riksdelen Skottland, i den centrala delen av landet, 500 km norr om huvudstaden London. Crosswood Reservoir ligger 294 meter över havet. Arean är 0,22 kvadratkilometer.Trakten runt Crosswood Reservoir består i huvudsak av gräsmarker. Den sträcker sig 0,8 kilometer i nord-sydlig riktning, och 0,5 kilometer i öst-västlig riktning.